# Mat Rogers
Pour les articles homonymes, voir Rogers.

a Compétitions nationales et continentales officielles uniquement.

b Matchs officiels uniquement.
Dernière mise à jour le 9 juin 2011.
Mathew Steven Rogers dit Mat Rogers, né le 1er février 1976 à Sydney, est un joueur de rugby australien, évoluant au poste d'ailier au rugby à XIII et dans toutes les lignes arrière au rugby à XV. Il est marié à Chloe Maxwell, une personnalité de la télévision australienne. Il le fils d'un célèbre joueur de rugby à XIII, Steve Rogers.

## Carrière
Après avoir joué au rugby à XIII avec les Cronulla Sharks, jouant également pour l'équipe d'Australie, surnommée les Kangourous, il est recruté en 2002 par la fédération australienne de rugby à XV pour rejoindre les Wallabies, jouant également pour les New South Wales Waratahs en Super 12. En décembre 2006, il décide de quitter le XV pour revenir à XIII, dans le club des Gold Coast Titans. À la fin de saison 2010, il prend sa retraite de rugbyman.
- Cronulla Sharks
- New South Wales Waratahs
- Gold Coast Titans

## Palmarès

### Rugby à XIII
- Collectif :
  - Vainqueur de la Coupe du monde : 2000 (Australie).
  - Vainqueur de la National Rugby League : 1997 (Cronulla-Sutherland).
- Individuel :
  - Meilleur marqueur de points de la Coupe du monde : 2000 (Australie).

### Rugby à XV
- Finaliste : Coupe du monde de rugby 2003

## Statistiques en équipe nationale

### Rugby à XV
(Au 30 avril 2007)
- 45 sélections en équipe d'Australie
- 14 essais, 27 transformations, 13 pénalités, 163 points
- Tests par saison : 7 en 2002, 12 en 2003, 4 en 2004, 10 en 2005, 12 en 2006